# Udruženje poljskih električara
Udruženje poljskih električara (Stowarzyszenie Elektryków Polskich, SEP) poljska je nevladina organizacija koja ujedinjuje električara poljskog podrijetla iz cijelog svijeta. Zbog formule otvorenog članstva okuplja inženjere i tehničare te mlade studente (učenike tehničkih i strukovnih škola) iz široko definiranog područja elektrotehnike.

## Aktivnosti
SEP se uglavnom bavi popularizacijom i obrazovnim aktivnostima (osposobljavanje za stjecanje dozvole za rad električne opreme). Također se bavi ocjenjivanjem sukladnosti niskonaponskih električnih proizvoda (od 1933.) putem ureda za ispitivanje kvalitete SEP-a koji ima nacionalne akreditacije i priznanja najprestižnijih europskih i međunarodnih organizacija. Pod engleskim imenom “Association of Polish Electrical Engineers” također ostvaruje opsežnu međunarodnu suradnju. Članica je Nacionalnog udruženja znanstvenih i tehničkih udruga u Poljskoj i europske organizacije EUREL.

## Povijest
Od 7. do 9. lipnja 1919. održan je kongres na kojem je osnovano Udruženje poljskih elektrotehničara. Za prvog predsjednika izabran je profesor Mieczysław Pożaryski. 1928. organizacija se spojila s Udruženjem poljskih radijskih inženjera. 1939. Udruženje poljskih teletehničara pridružilo se udruzi SEP.

## Predsjednici SEP-a
- 1919. – 1928. – Mieczysław Pożaryski
- 1928. – 1929. – Kazimierz Straszewski
- 1929. – 1930. – Zygmunt Okoniewski
- 1930. – 1931. – Kazimierz Straszewski
- 1931. – 1932. – Felicjan Karśnicki
- 1932. – 1933. – Tadeusz Czaplicki
- 1933. – 1934. – Alfons Kühn
- 1934. – 1935. – Jan Obrąpalski
- 1935. – 1936. – Alfons Kühn
- 1936. – 1937. – Janusz Groszkowski
- 1937. – 1938. – Alfons Hoffmann
- 1938. – 1939. – Kazimierz Szpotański
- 1939. – Antoni Krzyczkowski
- 1939. – 1946. – Kazimierz Szpotański
- 1946. – 1947. – Kazimierz Straszewski
- 1947. – 1949. – Włodzimierz Szumilin
- 1949. – 1950. – Stanisław Ignatowicz
- 1950. – 1951. – Tadeusz Żarnecki
- 1951. – 1952. – Jerzy Lando
- 1952. – 1959. – Kazimierz Kolbiński
- 1959. – 1961. – Tadeusz Kahl
- 1961. – 1981. – Tadeusz Dryzek
- 1981. – 1987. – Jacek Szpotański
- 1987. – 1990. – Bohdan Paszkowski
- 1990. – 1994. – Jacek Szpotański
- 1994. – 1998. – Cyprian Brudkowski
- 1998. – 2002. – Stanisław Bolkowski
- 2002. – 2006. – Stanisław Bolkowski
- 2006. – 2014. – Jerzy Barglik
- 2014. – 2022. – Piotr Szymczak[7]
- od 2022. – Sławomir Cieślik